# El beso del sueño
El beso del sueño es una película española de género thriller de 1992. Fue estrenada comercialmente el 22 de enero de 1993, dirigida por Rafael Moreno Alba y protagonizada en los papeles principales por Maribel Verdú y Juan Diego.
En diciembre de 1992 la película fue galardonada con el "Colón de Oro" (mejor película de la Sección oficial) en la 18.ª edición del Festival de Cine Iberoamericano de Huelva ex aequo con la película cubana Adorables mentiras del director Gerardo Chijona.

## Sinopsis
Margot no es una prostituta convencional. Ella ha perfeccionado su técnica poniendo en marcha el llamado "beso del sueño", que no es más que drogar a sus clientes con una fuerte sustancia, para poder robar sus pertenecías de valor tranquilamente. Su lugar idóneo para realizar esta práctica son los trenes que atraviesan la frontera, donde muchos hombres mueven grandes cifras de dinero.
Un día, conocerá a Salvatierra, un expolicía corrupto de sospechosa trayectoria, que estará interesado en participar en este lucrativo negocio. Ambos comenzarán una extraña relación donde los sentimientos y el dinero se mezclarán.

## Reparto
- Maribel Verdú como	Margot.
- Juan Diego como Salvatierra.
- Eusebio Poncela como Fernando Delgado.
- Tony Isbert como	Sandoval / Inspector.
- Valentín Paredes como El Belga.
- Manuel Alexandre como Padre de Margot.
- Agustín González como El Médico.
- José María Caffarel como El Cura.
- Tito García como El General.
- Francisco Guijar como El Conde.
- Ramón Lillo como Director del Asilo.
- Pilar Bardem como	Sor Purificación.
- José Moreno como Revisor.
- José Ramón Pardo como Carpintero.
- Miguel Ángel Salomón como	Joyero.
- Estrella Zapatero como Secretaria.
- Javier Mas como Cartero.
- José Luis Santos como Caballero del tren.